# Estación de Port-de-Piles
La estación de Port-de-Piles es una estación ferroviaria francesa de la línea París - Burdeos, situada en la comuna de La Celle-Saint-Avant, en el departamento de Indre y Loira, en la región de Centro. Por ella circulan principalmente trenes regionales que unen Tours con Poitiers.

## Historia
Fue inaugurada por la Compagnie du chemin de fer de Paris à Orléans el 15 de julio de 1851. En 1938 las seis grandes compañías privadas que operaban la red se fusionaron en la empresa estatal SNCF. Desde 1997 la gestión de las vías corresponde a la RFF mientras que la SNCF gestiona la estación.

## Situación ferroviaria
Está situada en el punto kilométrico 281,110 de la línea París-Burdeos. Aunque es una estación menor de la red, antaño formaba parte del trazado de otras dos líneas férreas:
- Línea férrea Port-Boulet - Port-de-Piles. Este eje permitía enlazar la línea París-Burdeos con la línea París-Nantes. En la actualidad ha sido casi totalmente cerrada y desmantelada. Sólo permanece activo una pequeña parte para el tráfico de mercancías.
- Línea férrea Port-de-Piles - Argenton. Ese eje permitía enlazar la línea París-Burdeos con la línea París-Limoges. En la actualidad gran parte del trazado ha sido desmantelado, o carece de explotación. Un tramo menor se utiliza para el tráfico de mercancías.

## Descripción
La estación se compone de tres andenes, dos laterales y uno central y de cuatro vías. Los cambios de andén se realizan por un paso elevado. Dispone de atención comercial de lunes a sábado. 

## Servicios ferroviarios

### Regionales
Los trenes regionales TER Centro y TER Poitou-Charentes enlazan Tours con Port-de-Piles y Tours con Poitiers. 